# Scheibbs (Herrschaft)
Die Herrschaft Scheibbs war eine Grundherrschaft im Viertel ober dem Wienerwald im Erzherzogtum Österreich unter der Enns, dem heutigen Niederösterreich.

## Ausdehnung
Die Herrschaft umfasste zuletzt die Ortsobrigkeit über den Markt Scheibbs, Brandstatt, Fürteben, Giening, Ginselberg, Heuberg, Hochbruck, Luggraben, Miesenbach, Neubruck, Neustift, ein Haus in Scheibbsbach, Schöllgraben, Anger, St. Anton, Gabel, Gnadenberg, Görtenberg, Gruft, Hochreith, Hollenstein, Kreuzthonen, und Wolfartschlag. Dann die Dörfer Altenmarkt, Bach bei Oberndorf, Bach bei St. Georgen, Diesendorf, Forsthub, Gans, Grub bei Pledichen, Gstetten, Hasenberg, Unterhub, Koppendorf, Kröll, Lehen, Lingheim, Wildenmayerhof, Oberndorf, Pledichen, Reitl, Steeg, Straß, Sulzbach, Weeg, Wiedenhof, Wildengraben, Holzwies, Königstetten bei Kemmelbach, St. Georgen an der Leis, Pfoisau, Pichl, Wies, Grieß bei Oberndorf, Mayerhofen, Giening, Görtenberg, Scheibbsbach, Schiesser; dann Strauchen, Oberdörfl, Unterdörfl, Unterschweinz, Zehethof, Mayerhöfen, Ahornleithen, Grieß bei St. Georgen, Windhag, Ramsau, Tarberg, Mitteröd, Oedwies, Kandelsberg, Schiefer, Pichl, St. Georgen an der Leys, Görtenberg, Hollenstein, Wohlfahrtsschlag; Baumbach, Dienhof, Dörfl bei Ruprechtshofen, Dürokert, Eck, Erlach, Hamet, Oberhub, Liftberg, Obermayerhofen, Melk, Ofenbach, Perwarth, Rinn, Schachau, Scheibenbach, Scheibenberg, Oberschweinz, Wasen, Weissen, Zimmerau, Kröll, Grieß bei Oberndorf, Pfoisau, Brandstatt, Heuberg, Scheibbsbach; Hollenstein, Kreuzthonen und Wohlfahrtsschlag. Der Sitz der Verwaltung befand sich in Scheibbs.

## Geschichte
Der letzte Inhaber der Allodialherrschaft war Johann Adolf Ritter von Sallaba, als die Herrschaft im Zuge der Reformen 1848/1849 aufgelöst wurde.